# 의료 마케팅
의료 마케팅(영어: medical marketing)은 병원 및 의원 (의료 기관)에서의 수익 확대를 목표로 하는 마케팅 기법이다.
여기에는 헬스케어 제품, 서비스, 진료(시술, 수술) 및 의료 시설, 의료 기기, 약물 등의 광고 및 홍보가 포함된다. 일반적 마케팅과 구분되는 이유는 의료 산업은 엄격한 규제 산업이기에 마케팅을 통해 제공되는 정보는 정확하고 검증 가능해야 하기 때문이다.
헌법재판소의 위헌 판단(2015헌바75)으로 의료광고의 사전 심의 제도는 폐지됐으나, 아무런 심의를 거치지 않은 의료광고의 난무로 인해 2년만에 국회의 의료법 개정 발의로 부활하여, 의료법 제57조(의료광고의 심의)에 의해 유관 단체(대한의사협회, 대한한의사협회, 대한치과의사협회 등)의 사전심의를 받아야 한다.

## 의료기관 마케팅의 형태[1]
일반적으로 의료기관에서의 마케팅의 형태는 신환과 구환 마케팅으로 구분된다.

### 신환(신규 환자) 마케팅
신환 마케팅이란 의료 기관이 신규 방문 환자를 유인하기 위해 행하는 마케팅 활동을 말한다. 예를 들어 홈페이지, 블로그 등의 자체 채널 운영, 페이스북 및 인스타그램 광고를 통한 홍보 활동, 지하철역 역사 광고 등 매체 광고 등이 여기에 해당한다. 마케팅 대상은 일반 대중이며, 어떻게 타겟 고객을 세분화하여 접근할지에 대한 여부가 신환 마케팅 활동의 중요 전략으로 구분된다.

### 구환(기존 환자) 마케팅
구환 마케팅은 의료 기관이 신규 환자가 아닌 기존 환자를 대상으로 하는 병원 방문 유도, 시술 및 수술의 결제, 의료 기관 이미지 제고 등을 위해 마케팅을 판매 촉진 활동으로 활용하는 것을 의미한다. 예를 들어 메시징 발송, 비급여 진료비 할인 등 오퍼 제공, 구전 마케팅 등이 여기에 속한다.

## 같이 보기
- 의료관광
- 병원경영